# Urban Frey

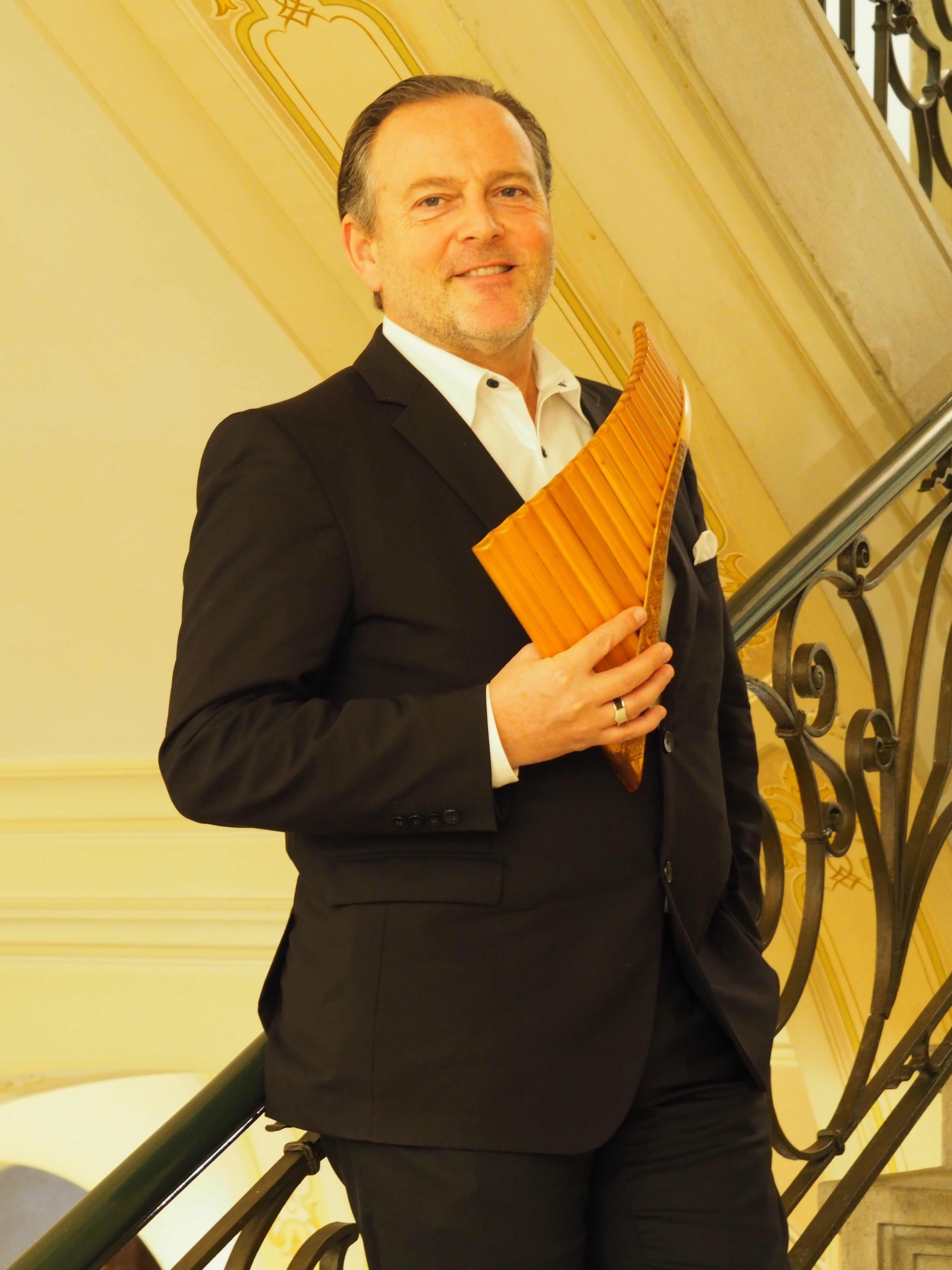
Urban Frey (2017)

Urban Frey (* 17. März 1964 in Frauenfeld) ist ein Schweizer Panflötenspieler und Komponist.

## Biografie
Urban Frey wuchs in Frauenfeld auf. Er studierte von 1987 bis 1994 im Hauptfach Panflöte am  Konservatorium Winterthur in der Querflötenklasse von Marianne Stucki sowie an der Hochschule der Künste in Amsterdam in der Panflötenklasse bei Nicolae Pirvou. hat als erster Schweizer ein Lehr- und Konzertdiplom auf der Panflöte erworben. An der Hochschule der Künste Bern absolvierte er von 2006 bis 2009 den «Master in Advanced Studies in Musikmanagement». Zur Zeit des Ceausescu-Regimes besuchte er von 1985 bis 1989 Rumänien, studierte dort die rumänische Folklore und bekam Panflötenunterricht bei Dorel Manea. Später folgten Meisterkurse bei Gheorghe Zamfir.
2005 erhielt Frey vom Kanton Thurgau einen Förderbeitrag im Bereich E-Musik. Frey führte von 1982 bis 1999 in Frauenfeld eine eigene Panflötenschule und unterrichtete das Instrument an verschiedenen Musikschulen in den Kantonen Thurgau und Zürich. Er ist als Ausbildner für Berufsstudenten zugelassen. Weiter leitete er die Musikschulen Thurtal-Seerücken (TG) und Muttenz (BL). Seit 2014 ist er an der Musikschule Zürcher Unterland als Hauptschulleiter tätig, welche 140 Lehrpersonen beschäftigt und an der 5000 Jugendliche und Kinder unterrichtet werden.
Urban Frey setzt sich für die Anerkennung der Panflöte im klassischen Konzertbetrieb ein und war 2012 Mitgründer des ersten «PanflötenFestivals Schweiz» in Winterthur. Mit dem «Urban Frey Jazz Quintett» erweitert er seit 2017 das Spektrum des Instruments um den Bereich des Jazz. Er ist mit wechselnden Formationen auf Tournee und spielt Werke vom Barock bis zur Moderne sowie traditionelle Musik.
2018 war er Solist der Uraufführung Konzert für Panflöte und grosses Orchester von Fabian Müller mit dem Orchester Südwestdeutsche Philharmonie Konstanz unter der Leitung von Ari Rasilainen im Konzil Konstanz. Frey hat  Werke – unter anderem von Jürg Rutishauser, Frédéric Bolli, Franz Winteler und eigene Werke – uraufgeführt und Ersteinspielungen für Panflöte auf   9 CDs veröffentlicht.